# Ex Machina (komiks)
Ex Machina – amerykańska seria komiksowa autorstwa scenarzysty Briana K. Vaughana i rysownika Tony’ego Harrisa, wydawana w formie miesięcznika od sierpnia 2004 do sierpnia 2010 przez DC Comics (w ramach imprintu Wildstorm). Ukazało się 50 regularnych zeszytów i cztery numery specjalne. Po polsku serię w całości opublikowało wydawnictwo Egmont Polska w pięciu zbiorczych tomach.

## Fabuła
Seria opowiada o Mitchellu Hundredzie (znanym też jako Wielka Maszyna), pierwszym i jedynym superbohaterze na świecie, który w zasłudze za swoją odwagę w czasie zamachów z 11 września 2001 został wybrany na burmistrza Nowego Jorku. Akcja serii rozgrywa się podczas kadencji Hundreda i przeplata się z retrospekcjami z jego superbohaterskiej przeszłości jako Wielkiej Maszyny.

## Tomy zbiorcze
| Tom | Tytuł i rok wydania polskiego | Tytuł i rok wydania oryginalnego                 | Zawartość                                                             |
| --- | ----------------------------- | ------------------------------------------------ | --------------------------------------------------------------------- |
| 1   | Ex Machina – tom 1 (2018)     | Ex Machina: The Deluxe Edition Book One (2008)   | Ex Machina #1–11                                                      |
| 2   | Ex Machina – tom 2 (2018)     | Ex Machina: The Deluxe Edition Book Two (2009)   | Ex Machina #12–20 i Ex Machina Special #1–2                           |
| 3   | Ex Machina – tom 3 (2019)     | Ex Machina: The Deluxe Edition Book Three (2010) | Ex Machina #21–29, Ex Machina Special #3 i Inside the Machine Special |
| 4   | Ex Machina – tom 4 (2019)     | Ex Machina: The Deluxe Edition Book Four (2011)  | Ex Machina #30–40                                                     |
| 5   | Ex Machina – tom 5 (2019)     | Ex Machina: The Deluxe Edition Book Five (2012)  | Ex Machina #41–50 i Ex Machina Special #4                             |

## Nagrody
W 2005 autorzy Ex Machina otrzymali Nagrodę Eisnera w kategorii „najlepsza nowa seria”.